# 拉达克碱茅
拉达克碱茅（学名：Puccinellia ladakhensis）为禾本科碱茅属下的一个种。